# Gilbert (Luisiana)
Gilbert es una villa ubicada en la parroquia de Franklin en el estado estadounidense de Luisiana. En el Censo de 2010 tenía una población de 521 habitantes y una densidad poblacional de 209,54 personas por km².

## Geografía
Gilbert se encuentra ubicada en las coordenadas 32°3′13″N 91°39′6″O / 32.05361, -91.65167. Según la Oficina del Censo de los Estados Unidos, Gilbert tiene una superficie total de 2.49 km², de la cual 2.44 km² corresponden a tierra firme y (1.77%) 0.04 km² es agua.

## Demografía
Según el censo de 2010, había 521 personas residiendo en Gilbert. La densidad de población era de 209,54 hab./km². De los 521 habitantes, Gilbert estaba compuesto por el 67.75% blancos, el 31.09% eran afroamericanos, el 0.19% eran amerindios, el 0% eran asiáticos, el 0% eran isleños del Pacífico, el 0% eran de otras razas y el 0.96% pertenecían a dos o más razas. Del total de la población el 0.19% eran hispanos o latinos de cualquier raza.